# 好川三郎
好川 三郎（よしかわ さぶろう、1916年〈大正5年〉10月11日 - 1983年〈昭和58年〉4月4日）は、日本の陸軍軍人、政治家。奈良県橿原市の初代市長をつとめ、紀元節復活運動に尽力し、「紀元節市長」として全国的な知名度を有した。

## 経歴
1916年（大正5年）10月11日生まれ。
畝傍中学校（旧制、現・奈良県立畝傍高等学校）2年修了、陸軍幼年学校、陸軍士官学校（50期）を経て陸軍大学校（60期）を卒業。陸軍少尉任官、歩兵第37連隊付となり小隊長、中隊長として満州・中支に従軍。その後、陸軍参謀となり陸軍少佐として終戦を迎える。1947年（昭和22年）11月28日、元陸軍将校として公職追放指定。戦後は服飾学校「八木ドレスメーカー女学院」を経営した。
1953年（昭和28年）7月、奈良県高市郡八木町議会議員となる。1956年（昭和31年）2月11日、橿原市の新設合併にともない橿原市議会議員となるが、同年3月30日に行われた橿原市長選挙に出馬し、旧軍人グループなどの支援を受けて初当選、初代市長に就任した。以後、4期16年間にわたり市長をつとめる。
在任中、紀元節の復活運動につとめ、市役所応接室に神武天皇、明治天皇、乃木希典の絵像や教育勅語を飾り、市役所玄関に神武天皇の銅像を置き、小・中学校に教育勅語を配布するなどした。1962年（昭和32年）9月、全国に先駆けて小学生への教科書無償配布を実現し、同年12月には「建国文化都市」を宣言した。1965年（昭和40年）の成人式に際しては、出席者に教育勅語などの印刷されたパンフレットを配布して物議をかもした。構想のみに終わったが、耳成山の山頂に20メートルの神武天皇像を建立する計画もあったという。1966年（昭和41年）の祝日法改正により「建国記念の日」が新設され、紀元節が事実上の復活を果たすと、最初の「建国記念の日」となった翌1967年（昭和42年）2月11日には「大和時代行列」を実施、自らも神武天皇に扮して馬に乗って登場した。
在任中の業績としては消防署や公民館など公共施設の整備、市内全域への上水道給水（1963年4月）、宮崎市との姉妹都市協定（1966年2月）などがある。任期後半にはし尿処理場の建設計画や国道24号バイパス計画が大きな政治問題となった。
1971年（昭和46年）8月、し尿処理場の建設が反対運動のため進まない責任をとるとして、5選出馬を断念。4期目の任期満了となる1972年（昭和47年）3月29日を前に、2月13日、「私の大きな目標だった“紀元節”復活運動が成功、ことしの建国記念の日の式典も無事終えて、橿原市長としての使命は果たした。次は国会議員を目ざしたい」として、市議会議長に辞表を提出し、3月1日付で市長を退任した。
1983年（昭和58年）4月4日午後10時頃、橿原市内で乗用車にはねられ死去した。